# Pireneusi–mozarab nyelvek
A pireneusi–mozarab nyelvek az Ethnologue csoportosítása szerint a →nyugati újlatin nyelvek önálló csoportja, amelybe két nyelvváltozat, a mozarab †, valamint az aragóniai tartozik, amelyek – e felosztás szerint – együttesen állnak szemben a →galloibér nyelveknek nevezett nagyobb csoporttal.
Nyelvészetileg azonban, a hagyományos területi–nyelvtörténeti csoportosítás szerint e nyelvváltozatok az →iberoromán nyelvekhez tartoznak, és a dialektológusok (pl. Manuel Alvar) csak történelmi spanyol nyelvjárásoknak tekintik őket.